# Бондаревский сельсовет (Хакасия)
Бондаревский сельсовет — сельское поселение в Бейском районе Хакасии.
Административный центр — село Бондарево.

## История
Статус и границы сельского поселения установлены Законом Республики Хакасия от 7 октября 2004 года № 60 «Об утверждении границ муниципальных образований Бейского района и наделении их соответственно статусом муниципального района, сельского поселения»

## Население
| 2002  | 2010  | 2012  | 2013  | 2014  | 2015  | 2016  |
| ----- | ----- | ----- | ----- | ----- | ----- | ----- |
| 2619  | ↘2138 | ↘2109 | ↗2111 | ↘1995 | ↘1919 | ↘1869 |
| 2017  | 2018  | 2019  | 2020  | 2021  |       |       |
| ↘1821 | ↘1759 | ↘1710 | ↘1689 | ↗1992 |       |       |

## Состав сельского поселения
В состав сельского поселения входят 5 населённых пунктов:
| № | Населённый пункт | Тип населённого пункта       | Население |
| - | ---------------- | ---------------------------- | --------- |
| 1 | Богдановка       | деревня                      | ↘91       |
| 2 | Бондарево        | село, административный центр | ↘1586     |
| 3 | Верх-Киндирла    | аал                          | ↘200      |
| 4 | Маткечик         | аал                          | ↘246      |
| 5 | Усть-Табат       | деревня                      | ↘15       |

## Местное самоуправление
Администрация
с. Бондарево, 50 лет Октября, 4-А
Глава администрации
- Сагалаков Илья Филиппович